# Temporada 2022 de la Clio Cup España
La Temporada 2022 de la Clio Cup España es la segunda temporada bajo reglamento FIA, incluida esta vez dentro de la llamada Clio Cup Series y no bajo la Clio Cup Europa como el año anterior. También a diferencia de 2021, cuenta con una norma diferenciadora respecto a las otras copas regionales y es que para puntuar en ésta, se ha de contar con una licencia expedida por la RFEDA.

## Escuderías y pilotos
| Escudería           | N.º   | Piloto                | Rondas  |
| ------------------- | ----- | --------------------- | ------- |
| Team VRT            | 3     | Álex Royo             | Todas   |
| Team VRT            | 22    | Lydia Sempere (C)     | Todas   |
| Team VRT            | 23    | Jordi Palomeras (C)   | Todas   |
| Team VRT            | 73    | Javier Cicuéndez (G)  | 3       |
| Team VRT            | 96    | () Emre Can Ünal (C)  | Todas   |
| Vearsa Sport        | 8     | Joaquín Rodrigo (G)   | Todas   |
| LR Performance      | 15 65 | () Fabien Julia (G)   | 1-2 3-5 |
| Chefo Sport         | 93    | Nico Abella (C)       | Todas   |
| CotaAuto Motorsport | 37    | Daniel Nogales (C)    | 1       |
| CotaAuto Motorsport | 47    | Alex Lahoz (C)        | Todas   |
| CotaAuto Motorsport | 72    | Hugo Hernández (C)    | 3       |
| CotaAuto Motorsport | 113   | Adrián Schimpf (C)    | 1, 3-5  |
| CotaAuto Motorsport | 162   | Alejandro Schimpf (C) | 1, 3-5  |
| GPA Racing          | 62    | () Gabriel Alonso (G) | 1, 5    |

(C) = piloto Challenger, (G) = piloto Gentleman

## Calendario
| Ronda | Ronda | Circuito                       | Fecha             | Comparte parrilla con                     | Acompaña a                                                                        |
| ----- | ----- | ------------------------------ | ----------------- | ----------------------------------------- | --------------------------------------------------------------------------------- |
| 1     | C1    | Circuito del Jarama            | 23 de abril       | Clio Cup Europa                           | CET-TCR + Copa Saxo                                                               |
| 1     | C2    | Circuito del Jarama            | 24 de abril       | Clio Cup Europa                           | CET-TCR + Copa Saxo                                                               |
| 2     | C1    | Circuito de Nevers Magny-Cours | 14 de mayo        | Clio Cup Francia Clio Cup Europa del este | GT World Challenge Europe + Copa Alpine Elf + Campeonatos de circuitos de la FFSA |
| 2     | C2    | Circuito de Nevers Magny-Cours | 15 de mayo        | Clio Cup Francia Clio Cup Europa del este | GT World Challenge Europe + Copa Alpine Elf + Campeonatos de circuitos de la FFSA |
| 3     | C1    | Circuito Ricardo Tormo         | 11 de junio       |                                           | F4 Española + Copa Saxo                                                           |
| 3     | C2    | Circuito Ricardo Tormo         | 12 de junio       |                                           | F4 Española + Copa Saxo                                                           |
| 4     | C1    | Circuito Paul Ricard           | 15 de octubre (n) | Clio Cup Europa Clio Cup Francia          | SRO Racing Festival                                                               |
| 4     | C2    | Circuito Paul Ricard           | 16 de octubre     | Clio Cup Europa Clio Cup Francia          | SRO Racing Festival                                                               |
| 5     | C1    | Circuito de Cataluña           | 12 de noviembre   | Clio Cup Europa Clio Cup Italia           | F4 Española + CET-TCR                                                             |
| 5     | C2    | Circuito de Cataluña           | 13 de noviembre   | Clio Cup Europa Clio Cup Italia           | F4 Española + CET-TCR                                                             |

## Resultados

### Campeonato de pilotos
Sistema de puntuación
| Posición | 1  | 2  | 3  | 4  | 5  | 6  | 7  | 8  | 9  | 10 | 11 | 12 | 13 | 14 | 15 | 16 | 17 | 18 | 19 | 20 |
| -------- | -- | -- | -- | -- | -- | -- | -- | -- | -- | -- | -- | -- | -- | -- | -- | -- | -- | -- | -- | -- |
| Puntos   | 50 | 42 | 36 | 33 | 30 | 27 | 24 | 22 | 20 | 18 | 16 | 14 | 12 | 10 | 8  | 6  | 4  | 3  | 2  | 1  |

Se retiene el peor resultado de la 4 primeras rondas
Resultados
| Pos | Piloto            | JAR | JAR | NMC | NMC | CRT | CRT | PRI | PRI | CAT | CAT | Retención  | Puntos |
| --- | ----------------- | --- | --- | --- | --- | --- | --- | --- | --- | --- | --- | ---------- | ------ |
| 1   | Álex Royo         | 1   | 1   | 6   | 4   | 1   | 2   | 6   | 6   | 3   | 5   | (372 - 27) | 345    |
| 2   | Nico Abella       | Ret | 5   | 1   | 1   | 3   | 1   | 3   | 1   | Ret | 2   |            | 344    |
| 3   | Jordi Palomeras   | 3   | 3   | 2   | 3   | 2   | 7   | 2   | 5   | 2   | 3   | (366 - 24) | 342    |
| 4   | Alex Lahoz        | 5   | 2   | 3   | 2   | 4   | 4   | 4   | 4   | Ret | 4   | (315 - 30) | 285    |
| 5   | * Fabien Julia    | 7   | 7   | 4   | 5   | 5   | 5   | 5   | 7   | 6   | 7   | (276 - 24) | 252    |
| 6   | Adrián Schimpf    | 2   | 10  |     |     | 6   | 12† | Ret | 2   | 1   | 1   |            | 243    |
| 7   | Alejandro Schimpf | 4   | 4   |     |     | DSQ | 3   | 1   | 3   | 4   | Ret |            | 221    |
| 8   | Joaquín Rodrigo   | Ret | 8   | 5   | 7   | 11  | 11  | 7   | 8   | 8   | 8   |            | 198    |
| 9   | * Emre Can Ünal   | 10  | 9   | 7   | 6   | 8   | 9   | 9   | 10  | 7   | 9   | (213 - 18) | 195    |
| 10  | Lydia Sempere     | 8   | Ret | 8   | 8   | 9   | 10  | 8   | 9   | 9   | Ret |            | 166    |
| 11  | Javier Cicuéndez  |     |     |     |     | 10  | 8   |     |     | 5   | 6   |            | 97     |
| 12  | * Gabriel Alonso  | 9   | 11  |     |     |     |     |     |     | 10  | 10  |            | 72     |
| 13  | Daniel Nogales    | 6   | 6   |     |     |     |     |     |     |     |     |            | 54     |
| 14  | Hugo Hernández    |     |     |     |     | 7   | 6   |     |     |     |     |            | 51     |